# Henri VII (roi d'Angleterre)
Pour les autres membres de cette famille, voir Tudor et pour les homonymes, voir Henri VII, Henri Tudor (homonymie) et Henri d'Angleterre.
Henri Tudor, en gallois Harri Tudur, né le 28 janvier 1457 au château de Pembroke, principauté de Galles, et mort le 21 avril 1509 au palais de Richmond, Surrey, fut comte de Richmond, puis roi d'Angleterre à partir de 1485 sous le nom d'Henri VII. Il est le premier souverain et le fondateur de la dynastie Tudor.
Descendant par sa mère, Margaret Beaufort, du roi Édouard III, Henri Tudor devient l'unique héritier de la maison de Lancastre après la mort du roi Henri VI et de son fils Édouard de Westminster en mai 1471. Il vit alors en exil en Bretagne pendant près de quatorze ans. Sa mère ainsi que de nombreux fidèles du roi de la maison d'York Édouard IV, mort en 1483, le présentent comme une alternative au dernier roi yorkiste, le frère d’Édouard IV, Richard III, très impopulaire.
Après une première révolte en sa faveur (menée par le duc de Buckingham en octobre 1483) qui échoue, Henri débarque dans le Pembrokeshire, au sud-ouest du pays de Galles, en août 1485 et rassemble des partisans pendant sa marche à travers le pays de Galles. Richard III est vaincu et tué le 22 août 1485 à la bataille de Bosworth, dernier affrontement de la guerre des Deux-Roses, et Henri devient roi d'Angleterre sur le champ de bataille.
Il consolide alors sa position en se mariant avec Élisabeth d'York, la fille d'Édouard IV et nièce de Richard III, et la meilleure prétendante York survivante. Il réunit ainsi les deux maisons royales et combine les symboles rivaux de la rose rouge de Lancastre et de la rose blanche d'York dans le nouvel emblème rouge et blanc des Tudor. Pour plus de sûreté, il prend soin de faire exécuter au moindre prétexte quiconque pourrait prétendre au trône, politique qui sera poursuivie par son fils Henri VIII.
Le principal succès du règne d'Henri VII repose sur la restauration de la paix et du pouvoir royal dans un pays affaibli par trente ans de guerre civile. Son fils Henri VIII lui succède, sans heurts, à sa mort en 1509.

## Famille et jeunesse

### Origines et revendication au trône d'Angleterre
Henri est le fils de Margaret Beaufort et d'Edmond Tudor, mort trois mois avant sa naissance.
Le grand-père paternel d'Henri, Owen Tudor, originaire de l'île d'Anglesey au pays de Galles, est un cousin du célèbre rebelle gallois Owain Glyndŵr. Il a été page à la cour du roi Henri V et a participé à la bataille d'Azincourt. Owen a épousé à la fin des années 1420 la veuve d'Henri V, Catherine de Valois. Un de leurs fils est Edmond Tudor, futur père d'Henri VII et demi-frère utérin d'Henri VI. Sur ordre de ce dernier, Edmond est créé comte de Richmond en 1452, et « formellement déclaré légitime par le Parlement ».
Bien qu'il soit neveu de Henri VI par son père, la revendication au trône d'Angleterre par Henri Tudor dérive cependant de sa mère depuis la maison de Beaufort. Margaret Beaufort est en effet une arrière-petite-fille de Jean de Gand, duc de Lancastre, le troisième fils d'Édouard III, et de sa troisième épouse Katherine Swynford. Katherine était depuis près de 25 ans la maîtresse de Jean de Gand lors de leur mariage en 1396, ils ont déjà quatre enfants, dont l'arrière-grand-père d'Henri, Jean Beaufort. La légitimité des Beaufort reste cependant contestée puisqu'elle n'a été établie que par une ordonnance du roi Richard II en 1397 et que le roi Henri IV les a déclarés inéligibles au trône en 1407. Ainsi, la revendication du trône par Henri Tudor s'avère fragile : il descend d'une femme et de plus d'une branche illégitime. En théorie, les familles royales du Portugal et de Castille détiennent une meilleure revendication que celle des Beaufort.

### Jeunesse

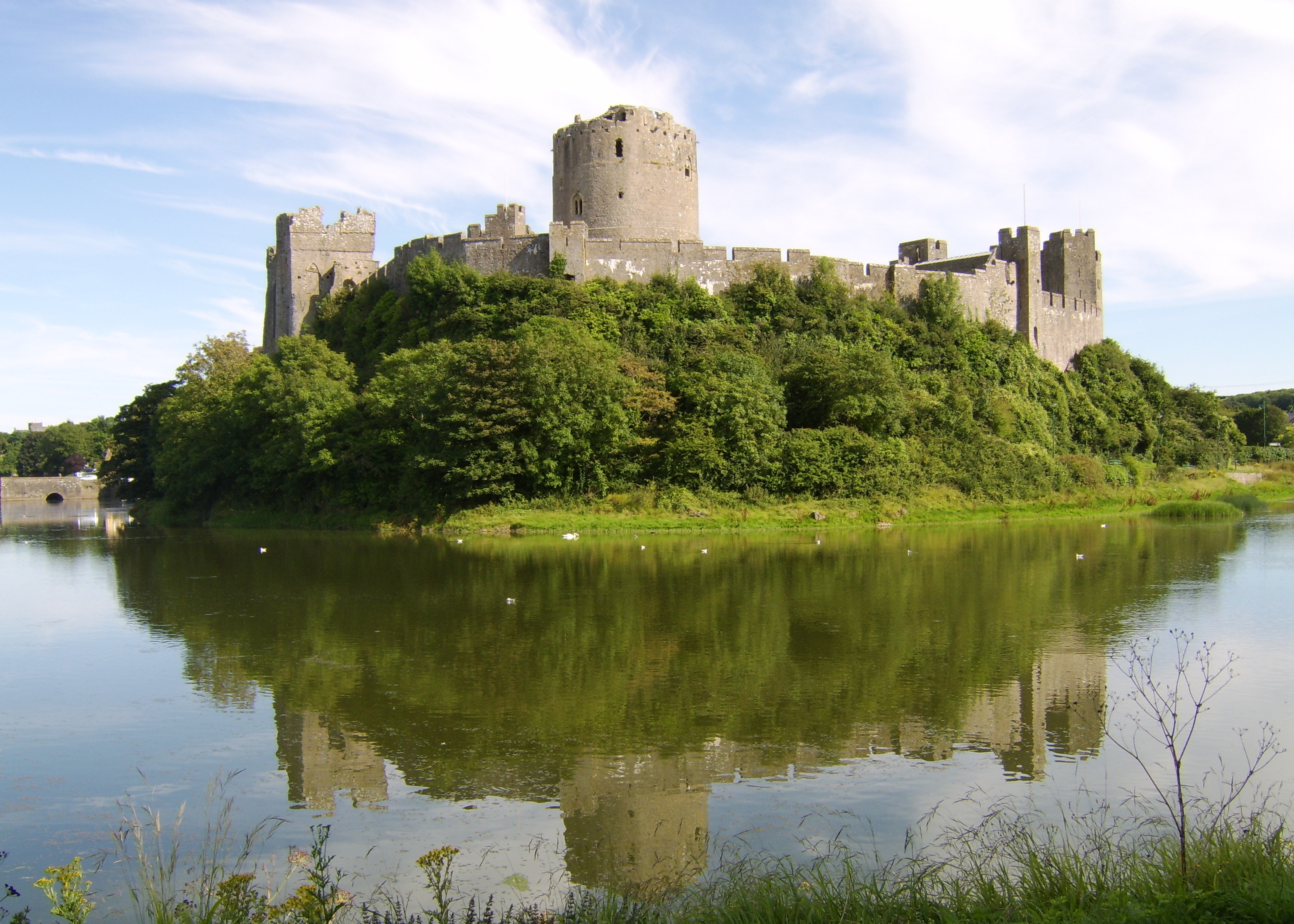
Le château de Pembroke, où naît et vit Henri pendant son enfance.

En août 1456, Edmond Tudor est capturé au pays de Galles par des partisans de la maison d'York alors qu'il combat pour rétablir l'autorité de son demi-frère utérin, le roi Henri VI. Incarcéré au château de Carmarthen, il y meurt le 3 novembre suivant de la peste. Son frère Jasper Tudor, comte de Pembroke, prend en charge sa belle-sœur Margaret Beaufort, alors enceinte d'Henri. Henri Tudor naît au château de Pembroke le 28 janvier 1457. Margaret se remarie dès 1458 avec Henry Stafford, fils du duc de Buckingham.
Lorsque Édouard IV, chef de la Maison d'York, devient roi en mars 1461, Jasper Tudor, fervent défenseur de la Maison de Lancastre, s'exile en France. Ses titres sont donnés au yorkiste William Herbert, qui reçoit également la garde du jeune Henri, désormais comte de Richmond. Henri est élevé par Herbert jusqu'à l'exécution de ce dernier le 27 juillet 1469 dans la confusion de la bataille de Losecoat Field par Richard Neville, comte de Warwick, en rébellion ouverte contre le roi Édouard IV. Il est ensuite recueilli par Anne Devereux, la veuve d'Herbert.
Après une seconde rébellion visant à renverser Édouard IV en mars 1470, Warwick s'enfuit en France et se réconcilie avec Marguerite d'Anjou, l'épouse d'Henri VI. Il renverse Édouard IV et restaure Henri VI le 3 octobre 1470. Jasper Tudor revient d'exil et présente son neveu Henri à la cour lancastrienne en novembre 1470.

## Ascension vers le trône

### En exil en Bretagne
Après le retour d'Édouard IV au printemps 1471, Henri VI et son fils Édouard de Westminster sont assassinés. Henri Tudor devient l'unique survivant de la Maison de Lancastre.
Il vit alors en exil pendant près de quatorze ans en Bretagne avec son oncle, à la cour du duc François II. En novembre 1476, le duc tombe malade et ses conseillers négocient avec Édouard IV l'extradition d'Henri vers l'Angleterre. Henri est escorté jusqu'à Saint-Malo, où un navire l'attend. Il feint alors des crampes d'estomac et dans la confusion, se réfugie dans un monastère. Son attitude émeut la population locale et il est relâché.

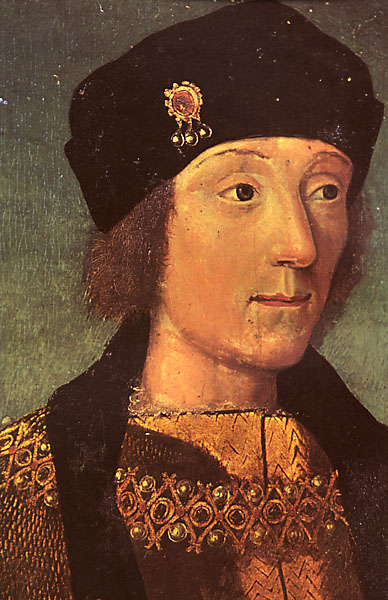
Henri avant son accession au trône, années 1470 (Musée Calvet, Avignon).

Étonnamment, Henri reste le dernier souverain d'Europe à avoir parlé le breton, bien qu'il soit anglais.
Le 9 avril 1483, son rival Édouard IV meurt. Son fils Édouard lui succède sur le trône d'Angleterre, mais l'essentiel du pouvoir se concentre entre les mains de son oncle Richard de Gloucester qui, une fois les proches du jeune roi éliminés, réclame pour lui-même le trône sous prétexte d'invalidité du mariage du feu roi Édouard IV et de son épouse Élisabeth Woodville. En conséquence, le duc de Gloucester est proclamé roi le 26 juin sous le nom de Richard III. Édouard V et son jeune frère, Richard de Shrewsbury, sont emprisonnés à la tour de Londres et probablement assassinés durant l'été 1483.

### La révolte de 1483
Le mécontentement à l'égard de Richard III se manifeste dès l'automne 1483, lorsque naît une conspiration visant à le chasser du trône et à restaurer Édouard V. Les rebelles sont en majorité des fidèles d'Édouard IV, qui considèrent Richard comme un usurpateur. Ayant entendu des rumeurs affirmant que les Princes avaient été assassinés sur ordre de Richard III, ils se rallient à Margaret Beaufort, mariée au yorkiste Thomas Stanley et qui propose son fils Henri Tudor comme candidat au trône.
La conspiration prévoit d'organiser des révoltes dans le sud et l'ouest de l'Angleterre pour submerger les forces de Richard. Le duc de Buckingham est censé soutenir les rebelles en lançant une invasion depuis le pays de Galles, tandis qu'Henri doit venir par la mer avec 500 navires fournis par François II.
Un manque de coordination et le mauvais temps réduisent ces projets à néant. Une révolte éclate dans le Kent le 10 octobre, pressant Richard à réunir l'armée royale pour la réduire. Ses espions l'informent des activités de Buckingham, et les hommes du roi détruisent les ponts sur la Severn ; lorsque Buckingham, à la tête de ses troupes, arrive devant le fleuve en crue, il est incapable de le traverser en raison d'un orage violent qui éclate le 15 octobre. Buckingham est piégé : ses ennemis gallois se sont emparés de son château après son départ, et il n'a plus nulle part où se réfugier. Il abandonne le complot et s'enfuit à Wem, où il est trahi par un serviteur et arrêté par les hommes de Richard. Il est exécuté le 2 novembre.
Entre-temps, Henri tente de débarquer le 19 octobre, mais sa flotte est éparpillée par une tempête. En arrivant en vue de la côte anglaise, à Poole, un groupe de soldats le salue et l'incite à accoster ; il s'agit en fait d'hommes de Richard, prêts à le capturer sitôt débarqué. Henri ne tombe pas dans le piège et retourne en Bretagne. Privée de Buckingham et d'Henri, la rébellion est facilement écrasée par Richard. Les autres meneurs de la révolte s'enfuient de l'autre côté de la Manche.
Le 25 décembre 1483, à la Cathédrale Saint-Pierre de Rennes, Henri jure devant la cour lancastrienne en exil d'épouser la fille aînée d'Édouard IV, Élisabeth d'York, afin d'unifier les deux maisons rivales et ainsi mettre un terme à la guerre civile.
Richard III tente alors de faire extrader Henri en concluant un accord avec Pierre Landais, conseiller du duc de Bretagne, mais Henri parvient à s'échapper en France en septembre 1484. Il y est bien accueilli par la régente Anne de Beaujeu et on lui fournit rapidement des troupes et des équipements en vue d'une seconde invasion. À l'été 1485, les conditions sont mûres pour une nouvelle entreprise.

### La conquête du trône (1485)

La marche d'Henri Tudor au pays de Galles en août 1485.

Ayant obtenu le soutien des partisans de l'ancien roi Édouard IV, Henri débarque à Mill Bay le 7 août 1485, dans le Pembrokeshire, avec une armée composée essentiellement de soldats français et écossais, et marche sur l'Angleterre, accompagné de son oncle, Jasper Tudor, et du comte d'Oxford John de Vere. Le Pays de Galles demeure traditionnellement un bastion des Lancastre. Henri y réunit une armée d'environ 5 000 soldats et se dirige vers le nord.
Henri sait que sa seule chance de monter sur le trône serait d'affronter Richard III rapidement et de le battre à la première bataille, puisque Richard bénéficie de renforts qui l'attendent à Nottingham et Leicester. Ce dernier ne doit donc qu'éviter d'être tué pour garder le trône. Bien qu'inférieures en nombre, les troupes d'Henri battent celles de Richard à la bataille de Bosworth le 22 août 1485. Au cours de cette bataille, plusieurs des alliés clés de Richard, comme le comte de Northumberland, William et Thomas Stanley, changent de camp ou désertent le champ de bataille.

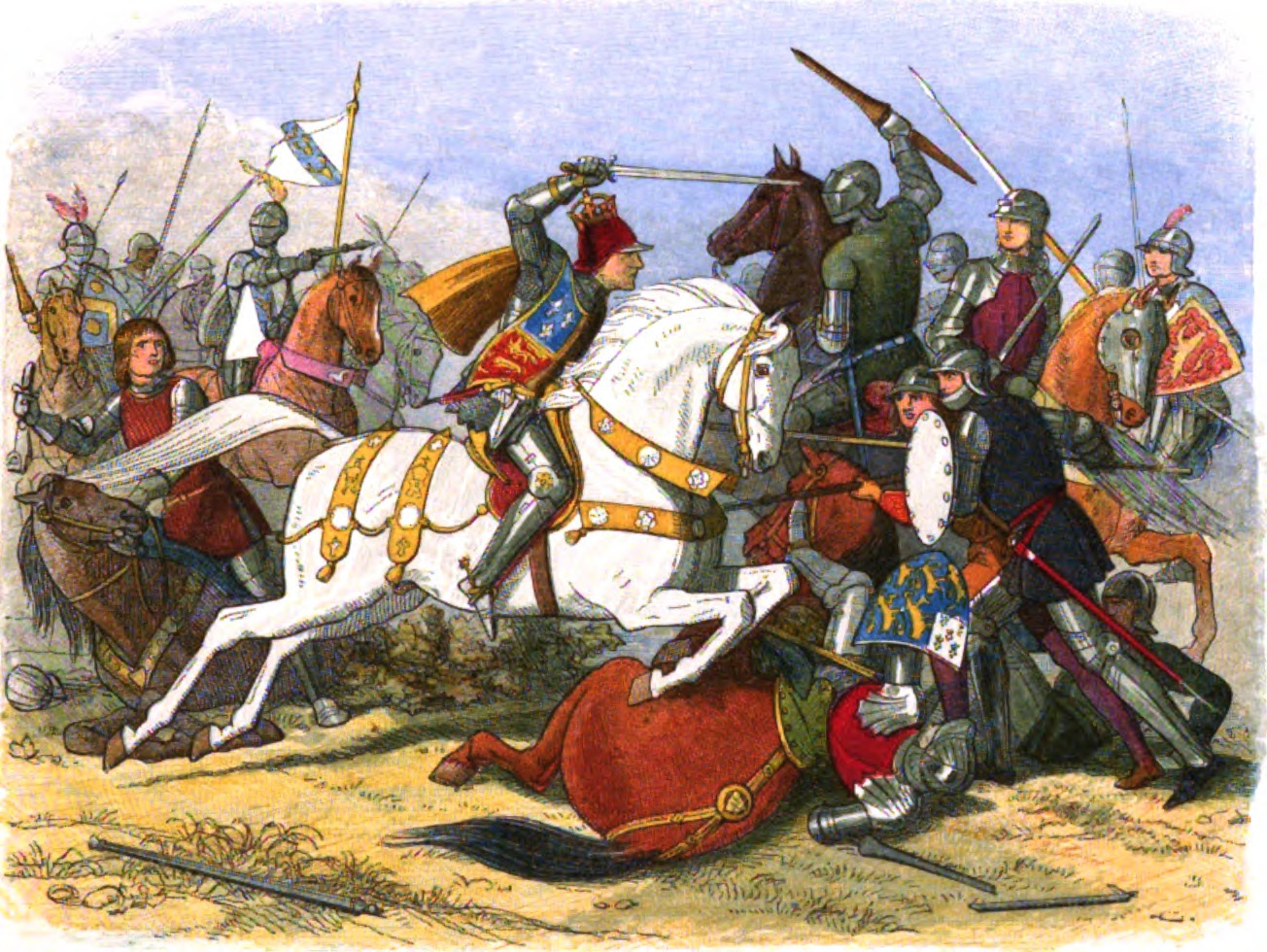
La mort de Richard III à Bosworth.

Conscient que l'issue de la bataille est en train de basculer en faveur d'Henri, Richard conduit une charge destinée à l'éliminer. Pris entre deux feux, Richard et sa garde rapprochée sont tués, et ses hommes se dispersent.
La mort de Richard III lors de cette bataille met fin à la guerre des Deux-Roses entre les Lancastre et les York, même si ce n'est pas la dernière bataille qu'Henri doit mener. Henri est proclamé roi à la fin de la bataille.

## Roi d'Angleterre

### Premières mesures

La Rose Tudor.

La première action d'Henri lorsqu'il réunit son premier Parlement en octobre 1485 consiste à se déclarer roi rétroactivement au jour précédent la bataille par « droit de conquête », s'assurant ainsi que tous ceux qui l'ont combattu soient coupables de trahison. Le Titulus Regius, un édit de Richard III déclarant illégitimes les enfants d'Édouard IV, est abrogé.
Henri épargne l'héritier désigné de Richard, John de la Pole, comte de Lincoln. Margaret Plantagenêt, fille du duc de Clarence, frère d'Édouard IV et de Richard III, est faite comtesse de Salisbury. Son frère Édouard, comte de Warwick, se voit cependant emprisonné à la Tour de Londres.
Henri est couronné le 30 octobre 1485. Quelques mois plus tard, le 18 janvier 1486, il épouse Élisabeth d'York. Leur premier fils, Arthur, naît le 20 septembre suivant. Il crée un nouvel emblème pour sa dynastie : la Rose Tudor, qui réunit la Rose rouge de Lancastre et la Rose blanche d'York.

### Soulèvements yorkistes
La première préoccupation d'Henri VII lorsqu'il arrive au pouvoir est d'asseoir son autorité.
En avril 1486, Francis Lovell, conseiller de Richard III, et les frères Stafford tentent de s'emparer d'Henri lors de son arrivée dans le Yorkshire. Leur révolte s'effondre sans combat. Lovell s'enfuit tandis que les Stafford sont capturés.

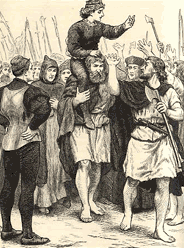
Lambert Simnel acclamé par ses partisans d'Irlande.

En février 1487, un jeune garçon d'origine humble, Lambert Simnel, est présenté comme étant le comte de Warwick, qui se serait échappé de la Tour de Londres. Il s'enfuit en Irlande. Gerald FitzGerald, 8e comte de Kildare décide d'appuyer ce récit et d'envahir l'Angleterre pour renverser le roi Henri. Le 24 mai 1487, Simnel est couronné dans l'église du Christ, la cathédrale de Dublin, comme le « roi Édouard VI ». Henri VII s'empresse de montrer le comte de Warwick en public pour prouver que Simnel est un imposteur. Le comte de Lincoln, lord Lovell et le comte de Kildare envahissent l'Angleterre mais sont défaits par Henri à Stoke le 16 juin 1487. Lincoln est tué dans la bataille tandis que Kildare et les autres meneurs de la révolte sont capturés et pardonnés. Lovell s'enfuit en Écosse. Le roi Henri pardonne au jeune Simnel (probablement parce qu'il n'a guère été qu'une marionnette entre les mains d'adultes) et lui donne un emploi aux cuisines royales comme tourneur de broche.
En 1490, le flamand Perkin Warbeck prétend être Richard de Shrewsbury, le frère cadet d'Édouard V. Perkin Warbeck fait des tentatives pour s'emparer du trône avec le soutien de nobles relégués au second plan par Henri et d'ennemis étrangers. En 1491, il débarque en Irlande mais, devant le peu de soutien des nobles irlandais, est obligé de s'enfuir. En 1495, il débarque dans le Kent mais est mis en déroute. Soutenu par le roi Jacques IV d'Écosse, il envahit le nord de l'Angleterre en 1496 mais se voit une nouvelle fois battu. Il tente un dernier débarquement en Cornouailles en 1497 et est capturé. Il est emprisonné à la Tour de Londres, aux côtés du comte de Warwick. Les deux hommes auraient tenté de s'évader en 1499. Ils sont condamnés à mort par Henri et exécutés.
En 1501, inquiet des dettes qu’il avait contractées pour le mariage du prince Arthur Tudor, Edmond de la Pole, frère du comte de Lincoln, se réfugie sur le continent avec le soutien des partisans de la Maison d'York. Henri VII fait arrêter et exécuter certains de ses partisans de la maison d’York. Edmond est accueilli par le duc de Bourgogne Philippe le Beau. Henri VII parvient à convaincre Philippe de lui remettre Edmond en 1506, sous la promesse qu'il ne lui sera fait aucun mal. Emprisonné à la Tour de Londres, il sera exécuté par Henri VIII en 1513. Son frère Richard de la Pole, dernier prétendant yorkiste au trône, sera tué à la bataille de Pavie en 1525.
Henri réussit principalement à sauver sa couronne en divisant et minant le pouvoir de la noblesse. Il restreint notamment le droit d'entretenir des armées privées.

### Politique sociale: une résistance face au mouvement des enclosures
Sur le plan social, le Roi et le Parlement ont résisté au mouvement des enclosures et pris des mesures contre l'exclusion des paysans des terres.
En Angleterre, vers la fin du XIVe siècle, le servage avait disparu et l'immense majorité de la population se composait de paysans libres cultivant leurs propres terres. Les salariés ruraux étaient en partie des paysans qui, pendant le temps de loisir laissé par la culture de leurs champs, se louaient au service des grands propriétaires. Le reste des salariés ruraux était constitué de la population peu nombreuse des journaliers. Ces derniers étaient aussi cultivateurs de leur chef, car en plus du salaire on leur faisait concession de champs. De plus, tout comme les paysans, ils disposaient de l'usufruit des biens communaux où ils faisaient paître leur bétail et se ravitaillaient de bois pour se chauffer. 
Mais le mouvement dit des enclosures allait bouleverser cet ordre : les grands seigneurs usurpèrent les biens communaux des paysans et les chassèrent du sol qu'ils possédaient pourtant au même titre féodal que leurs maîtres. Les chroniqueurs de l'époque évoquent d'innombrables maisons de paysans disparues, des villes et des villages détruits pour faire des parcs à moutons, et constatent "que le pays nourrit beaucoup moins de gens". (Harrison, « Description of England, prefixed to Holinshed's Chronicles », 1577).
Une loi d'Henri VII, 1489, c. 19, interdit la démolition de toute maison de paysan avec attenance d'au moins vingt acres de terre. Une autre loi constate que beaucoup de fermes et de grands troupeaux de bétail s'accumulent en peu de mains, d'où il résulte que les rentes du sol s'accroissent, mais que le labourage déchoit, que des maisons et des églises sont démolies et d'énormes masses de peuple sont plongées dans la pauvreté. La loi ordonne par conséquent la reconstruction des maisons de ferme démolies, fixe la proportion entre les terres à blé et les pâturages, etc. Une loi de 1533 constate que certains propriétaires possèdent 24 000 moutons, et leur impose pour limite le chiffre de 2 000, etc.
Cependant, selon Bacon, l'objectif de ces mesures n'aurait été que de s'assurer d'une armée solide (il explique comment l'existence d'une paysannerie libre et aisée est la condition d'une bonne infanterie, cf. The Reign of Henry VII, etc. Verbatim Reprint from Kennet's England, éd. 1719, Lond., 1870, p. 308.)

### Politique économique et financière
Dans le domaine fiscal, Henri VII est un monarque prudent qui restaure les finances d'un Échiquier en banqueroute (le Trésor d'Édouard IV ayant été vidé par les parents de sa femme Woodville après sa mort et avant l'accession au trône de Richard III) en introduisant des mécanismes de taxation efficaces. Il est soutenu par son chancelier, l'archevêque de Canterbury John Morton. Le gouvernement royal est également réformé par l'introduction du Conseil du Roi qui garde la noblesse sous contrôle.

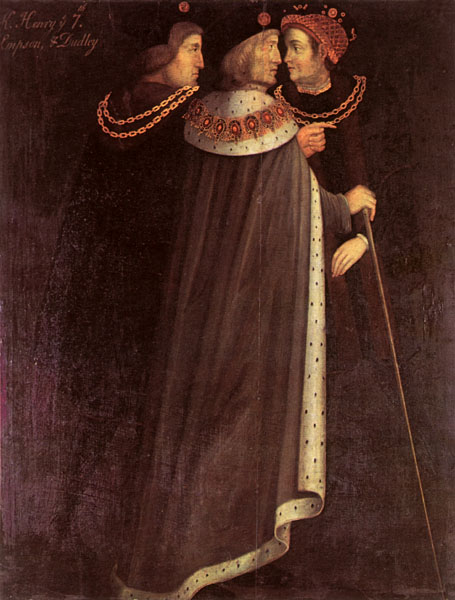
Henri (au centre) avec ses conseillers Richard Empson et Edmund Dudley.

Henri a été sous la protection financière et physique de la Bretagne durant la plus grande partie de sa vie avant son accession au trône d'Angleterre. Toutefois, afin de renforcer sa position, il subventionne la construction de navires, fait construire la première cale sèche d'Europe à Portsmouth en 1495 et améliore les possibilités de commerce. À sa mort, il a amassé une fortune personnelle de 1,5 million de livres.
En 1489, il émet une monnaie d'or, le « souverain » (en anglais, sovereign), qui continue à être régulièrement frappée de nos jours.
Sa politique financière est toutefois contestée : en effet, ses collectes de taxes pour mener ses campagnes militaires sont fréquentes et élevées, ce qui entraîne une rébellion dans le Yorkshire en 1489 et une autre en Cornouailles en 1497.

### Politique étrangère
Henri VII est l'un des premiers monarques européens à reconnaître l'importance du royaume espagnol nouvellement unifié. En 1489, il signe le traité de Medina del Campo par lequel son fils Arthur doit épouser Catherine d'Aragon, fille d'Isabelle de Castille et de Ferdinand II d'Aragon. En 1501, Arthur épouse Catherine.
Henri VII n'est pas un militaire et ne voit aucun intérêt à reconquérir les territoires pris par la France durant les règnes de ses prédécesseurs. C'est pourquoi il signe avec empressement le traité d'Étaples avec la France le 3 novembre 1492. Ce traité remplit les caisses du royaume et assure que la France ne soutiendra plus les prétendants au trône anglais, tels Perkin Warbeck.
Le 24 janvier 1502, il signe le premier traité entre l'Angleterre et l'Écosse depuis près de deux siècles et marie sa fille Marguerite au roi Jacques IV d'Écosse.
Il forme également une alliance avec le Saint-Empire romain germanique durant le règne de l'empereur Maximilien Ier et persuade le pape Innocent VIII d'excommunier tous les prétendants au trône anglais.

### Fin de règne et mort
Arthur Tudor meurt de la suette dès l'année suivante. Henri, d'habitude réservé et ne montrant pas ses sentiments, en fut très attristé. Henri obtient une dispense du pape Jules II, afin que la veuve Catherine d'Aragon puisse se remarier avec son fils cadet, le futur Henri VIII. Le mariage n'aura lieu qu'après la mort d'Henri VII, le 11 juin 1509, selon les volontés de ce dernier.
La reine Élisabeth d'York, pour sauver l'avenir de la dynastie, tombe une dernière fois enceinte, mais meurt le 11 février 1503 d'infection puerpérale, quelques jours après avoir donné naissance à Catherine Tudor. Henri semble l’avoir sincèrement pleurée. Bien qu’il laisse l'image d'un roi économe, les obsèques d'Élisabeth sont fastueuses et elle est enterrée à l'abbaye de Westminster.
Henri envisage plus tard de se remarier afin de renouveler son alliance avec l’Espagne : Jeanne de Naples, Jeanne Ire de Castille et Marguerite d'Autriche sont des partis envisagés, mais Henri meurt veuf le 21 avril 1509 de la tuberculose. Sa mort est tenue secrète pendant 36 heures.
Il est enterré à l'abbaye de Westminster aux côtés de son épouse. Sa mère Margaret Beaufort le suit dans la tombe ; elle meurt dès le 29 juin 1509. Son fils Henri VIII lui succède.

## Mariage et descendance

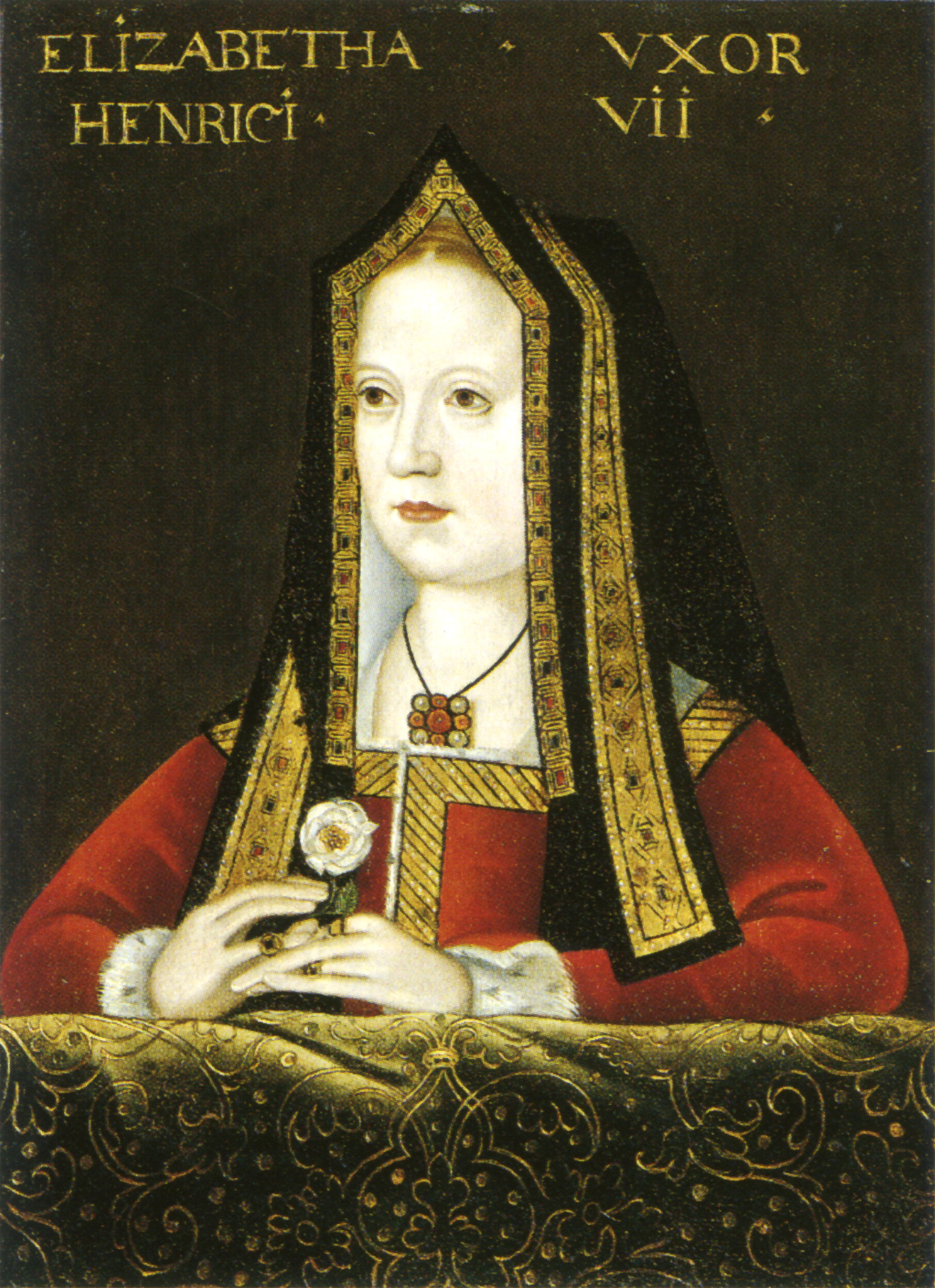
Élisabeth d'York.

Il épouse Élisabeth d'York, fille du roi Édouard IV, le 18 janvier 1486, unifiant ainsi les maisons de Lancastre et d'York et renforçant la légitimité des Tudor. Ils ont sept enfants, mais seuls quatre survivront à l'enfance :
| Nom              | Naissance         | Décès             | Notes |
| ---------------- | ----------------- | ----------------- | --- |
| Arthur Tudor     | 20 septembre 1486 | 2 avril 1502      | Titré prince de Galles. Épouse en 1501 Catherine d'Aragon. |
| Marguerite Tudor | 28 novembre 1489  | 18 octobre 1541   | Épouse en 1503 Jacques IV d'Écosse, puis se remarie en 1514 avec Archibald Douglas, et ensuite en 1528 à Henry Stewart. Le premier mariage, avec le roi d'Écosse, marque le début du processus d'union des deux royaumes, qui s'acheva en 1707.                                                                                         |
| Henri VIII       | 28 juin 1491      | 28 janvier 1547   | Titré duc d'York puis prince de Galles, il accède au trône en 1509. Il épouse en 1509 sa belle-sœur Catherine d'Aragon, puis Anne Boleyn en 1533, puis Jeanne Seymour en 1536, puis Anne de Clèves en 1540, puis Catherine Howard en 1540 et enfin Catherine Parr en 1543. Il est le père d'Édouard VI, de Marie Ire et d'Élisabeth Ire |
| Élisabeth Tudor  | 2 juillet 1492    | 14 septembre 1495 | Décédée à l'âge de trois ans après avoir été frappée d'une sévère maladie. |
| Marie Tudor      | 18 mars 1496      | 25 juin 1533      | Épouse en 1514 Louis XII, roi de France, puis se remarie avec Charles Brandon, duc de Suffolk. Elle est la grand-mère de Jeanne Grey. |
| Edmond Tudor     | 21 février 1499   | 19 juin 1500      | Titré duc de Somerset. |
| Catherine Tudor  | 2 février 1503    | 10 février 1503   | Morte peu après la naissance. |

## Historiographie
Henri VII bénéficie d'une image positive dans l'historiographie par opposition à celle de Richard III présenté comme un monstre, voire à celle de son fils Henri VIII. Ses qualités d'administrateur et de réconciliateur, son règne réparateur après la guerre des Deux-Roses furent loués.

Le dragon gallois dans les armoiries d'Henri VII.

Sous Henri VIII, on présenta Henri VII comme le roi annoncé par Merlin : issu d'une famille galloise, Henri VII, parti de la péninsule armoricaine de Bretagne, soutenu par des guerriers bretons, aurait accompli la prophétie de Merlin de la revanche des Celtes sur les Saxons. Henri VII eut d'ailleurs pour enseigne le dragon rouge des Gallois qu'il introduisit dans les armes du royaume d'Angleterre et nomma symboliquement son fils Arthur, la famille Tudor prétendant se rattacher à la lignée de Brutus de Bretagne et du roi Arthur.

### Littérature
Henri Tudor a servi de source d'inspiration à George R. R. Martin dans son œuvre Le Trône de fer.

### Télévision
- The White Princess (2017) : Henri VII est joué par Jacob Collins-Levy.
- The Spanish Princess (2019) : Henri VII est joué par Elliot Cowan.

### Sources
- (en) S. B. Chrimes, Henry VII, Yale University Press, coll. « Yale English Monarchs », 1999, 400 p. (ISBN 978-0-300-07883-1, lire en ligne).
- Francis Bacon, Histoire du règne de Henry VII, roy d'Angleterre, 1622 (lire en ligne).
- (en) Charles Ross, Richard III, Yale University Press, coll. « Yale English monarchs », 1999 (ISBN 978-0-300-07979-1).